# Pierre Zucca
Pierre Zucca est un photographe, photographe de plateau, scénariste et réalisateur français, né le 10 juillet 1943 à Paris et mort le 15 janvier 1995 dans la même ville.

## Biographie
Fils du photographe André Zucca et d'une comédienne ayant joué dans la troupe de Tristan Bernard, il passe sa jeunesse à Garnay où il va à l'école communale et où ses parents vivent et à Dreux où son père tient une boutique de photographe et où il est inscrit au collège Rotrou.

Il apprend très jeune, auprès de son père, la photographie : 

« je suis né avec la photo que j'ai apprise, que j'ai développée dès l'âge de 6 ans. Je me rappelle ces heures volées à l'école, que je passais dans la chambre noire. Je trouvais magique l'apparition des images. »

Il commence sa vie professionnelle comme photographe de plateau puis tourne trois courts-métrages en 1967, 1971 et 1972.
En 1970, il illustre de photographies le livre-album La Monnaie vivante paru chez Éric Losfeld, comportant des textes et des dessins de Pierre Klossowski.
Dès 1972, il s’attèle à son premier film Vincent mit l'âne dans un pré (et s'en vint dans l'autre) avec Michel Bouquet, Bernadette Lafont et Fabrice Luchini qui sort en 1975. Son deuxième film, Roberte, sort en 1978, puis "Rouge Gorge" en 1985.

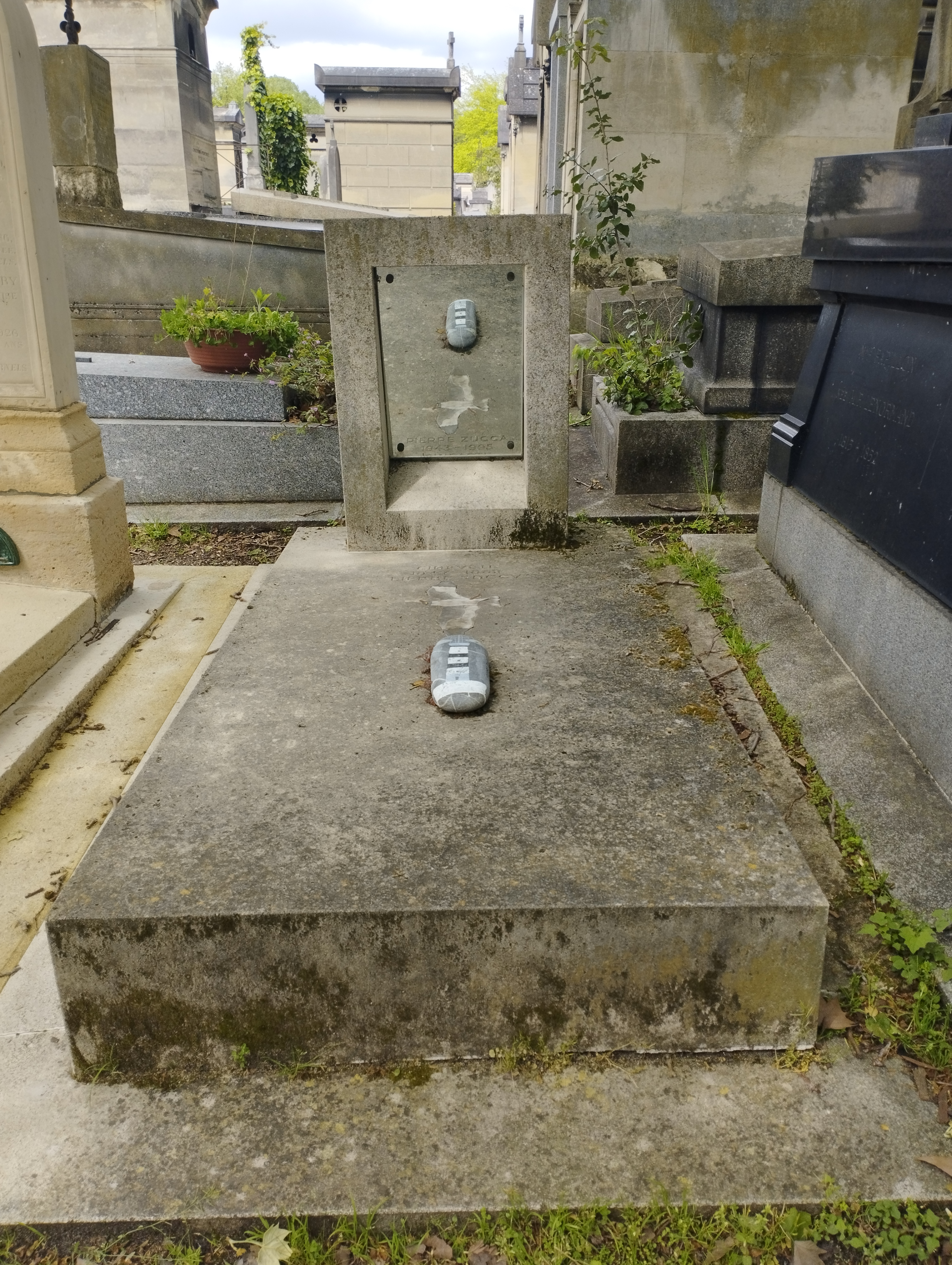
Tombe de Pierre Zucca au cimetière du Père-Lachaise (division 59).

Il meurt dans son sommeil à l'âge de 51 ans le 15 janvier 1995 à Paris, et est inhumé au cimetière du Père-Lachaise (division 59).

## Filmographie

### Réalisateur
- 1968 : La Cage de Pierre (court-métrage)
- 1973 : Le Parapluie de l'éléphant de mer (court-métrage)
- 1975 : Vincent mit l'âne dans un pré (et s'en vint dans l'autre)
- 1976 : L'Enfant (court-métrage)
- 1979 : Roberte
- 1982 : Regards entendus : Balthus (documentaire)
- 1983 : Le Secret de monsieur L (feuilleton pour la soirée INA/Antenne 2 Pleine Lune)
- 1984 : Sous le signe du poisson (feuilleton pour la série INA/Antenne 2 Télévision de chambre)
- 1984 : Méfiez-vous d'Echo (court-métrage)
- 1985 : Rouge-gorge
- 1988 : Alouette, je te plumerai
- 1990 : L'Orient, mirage de l'Occident (documentaire)

### Scénariste
- 1975 : Vincent mit l'âne dans un pré (et s'en vint dans l'autre)
- 1979 : Roberte
- 1983 : Le Secret de monsieur L
- 1985 : Rouge-gorge
- 1988 : Alouette, je te plumerai
- 1988 : Femme de papier de Suzanne Schiffman

### Photographe de plateau
- 1963 : Judex
- 1965 : Coplan FX 18 casse tout
- 1965 : Les Deux Orphelines
- 1966 : La Religieuse
- 1967 : Le Scandale
- 1967 : La Route de Corinthe
- 1968 : Les Gauloises bleues
- 1968 : Les oiseaux vont mourir au Pérou
- 1969 : L'Amour fou
- 1969 : La Femme infidèle
- 1969 : L'Étau (Topaz)
- 1970 : L'Enfant sauvage
- 1970 : Ces messieurs de la gâchette
- 1970 : Domicile conjugal
- 1971 : Out 1 : Noli me tangere
- 1972 : Quatre souris pour un hold-up (Trop jolies pour être honnêtes)
- 1972 : Une belle fille comme moi
- 1973 : La Nuit américaine
- 1973 : R.A.S.
- 1974 : Lacombe Lucien
- 1974 : Sweet Movie
- 1974 : Mes petites amoureuses
- 1980 : Cauchemar
- 1999 : Mon voyage en Italie (Il mio viaggio in Italia)

### Acteur
- 1973 : La Nuit américaine de François Truffaut
- 1975 : Vincent mit l'âne dans un pré (et s'en vint dans l'autre) de lui-même